# Eglofstal
Eglofstal ist ein Teilort von Eglofs, einem Ortsteil der Gemeinde Argenbühl im baden-württembergischen Landkreis Ravensburg.

## Geografie
Der Wohnplatz liegt im Tal der Oberen Argen, die südlich der Siedlung fließt. Sie bildet ebenso die Ländergrenze zur bayerisch-schwäbischen Gemeinde Heimenkirch. Durch die Ortschaft verläuft die Bundesstraße 12. Auf der Anhöhe über der Ortschaft erhebt sich um Westen das Schloss Syrgenstein und im Norden der Ort Eglofs.

## Geschichte
Erstmals erwähnt wurde Eglofstal im Jahr 1427 als „im Tal zem Meglotz“. Im Jahr 1740 wurde das Amtshaus der Grafschaft Eglofs im Ort erbaut. 1773 fand die Vereinödung Eglofstals statt.